# 스탠다트
스탠다트(Standart)는 과거 대한민국에 존재했던 힙합 레이블이다. 2011년에 설립되었으며, 2013년에 공식 설립을 통해 스탠다트뮤직그룹(Standart Music Group)으로 이름을 변경하였다. 레이블 이름인 스탠다트는 '예술을 바로 세우다(Stand+Art)'는 뜻을 가지고 있다. 2011년, 소속 가수들간의 불협화음으로 인해 해체한 소울 컴퍼니에 소속되어 있었던 키비, 마이노스, 라임어택은 셋이 다시 뭉쳐 레이블을 설립했고, 여기에 신인 프로듀서 일렉트루(Electrue)가 설립 멤버로 합류하였다. 첫 발매 음반은 마이노스와 라임어택이 결성한 노이즈맙의 M.O.B.였다. 2012년 10월에는 지슬로우를 영입하였다.
2013년에는 스탠다트뮤직그룹(Standart Music Group)의 설립을 통해 새롭게 태어난 스탠다트는 넋업샨, 지토, 디테오가 결성한 힙합 그룹 소울 다이브, 그리고 알이에스티가 새로 합류하였다. 그 후로 단체곡 발매와 레이블 콘서트를 통해 활발한 활동을 이어나갔다. 하지만 10월 21일에 라임어택이 탈퇴하였고,이어 12월 13일에는 지슬로우도 스탠다트를 탈퇴하는 등 부침을 거듭해 오다가,결국 2013년 12월 30일 자로 공식 해체를 선언하고 말았다.

## 소속되었던 뮤지션들
- 키비 (이루펀트)
- 마이노스 (이루펀트, 노이즈맙)
- 일렉트루
- 넋업샨, 디테오, 지토 (소울다이브)
- 알이에스티
- 라임어택 (노이즈맙)
- 지슬로우